# Абсолютная пустота (книга)
«Абсолютная пустота» (пол. Doskonała próżnia, дословно — «Абсолютный вакуум») — сборник рассказов и эссе Станислава Лема, представляющих собой рецензии на вымышленные книги несуществующих авторов. Также название переводилось как «Идеальный вакуум».

## Рассказы
В списке перечисляются рассказы сборника; для каждого указано, на какую вымышленную книгу какого автора сделана эта рецензия, краткое содержание книги, а также её названия — русское, польское и на языке «автора»:
- Абсолютная пустота (Doskonała próżnia). Автор — Станислав Лем. Предисловие, в котором Лем от лица критика разбирает собственный сборник и сам жанр рецензий на вымышленные сочинения.
- Робинзонады (Robinsonady/Les Robinsonades). Автор Марсель Коска. Главный герой(Робинзон Крузо) этого произведения попадает на необитаемый остров и создаёт необходимое для сохранения рассудка общество в своём воображении и по итогу сходит с ума.

- Гигамеш (Gigamesz/Gigamesh). Автор Патрик Ханнахан. В этой книге, снабжённой вдвое большим истолкованием, автор воткал в историю повешения гангстера всю сумму познаний и умений истории и смешал в своеобразную гигантскую мешанину, взяв за основу вавилонский эпос.

- Сексотрясение (Seksplozja/Sexplosion). Автор Симон Меррил. Земля, обитатели которой безмерно увлекаются сексом, так что вокруг него создана целая индустрия, вдруг оказывается под воздействием препарата «Антисекс», который полностью устраняет ощущения, сопутствующие соитию. Половой акт теряет всякую привлекательность и становится всего лишь родом докучливой и утомительной обязанности. Угрозу вымирания удалось победить техническим путем, а место, которое в жизни занимали сексуальные переживания, заполняется гастрономическими удовольствиями.

- Группенфюрер Луи XVI (Gruppenführer Ludwik XVI/Gruppenführer Louis XVI, буквально "Группенфюрер Людовик XVI"). Автор Альфред Целлерман. В романе генерал СС Таудлиц с группой гитлеровских преступников организует в джунглях Аргентины государство Паризия, копирующее Францию XVII века такой, как она представлялась в бульварных книгах.

- Ничто, или Последовательность (Nic, czyli konsekwencja/Rien du tout, ou la consequence). Автор Соланж Маррио. Поток несознания — писательница поняла, что с помощью событий неслучившихся можно описать историю не хуже, чем с помощью случившихся.

- Перикалипсис (Perykalipsa/Perycalypsis) Автор Иоахим Ферзенгельд. Апокалипсис уже случился, человечество тонет в избытке ненужных книг, написанных бездарными авторами. Иоахим Ферзенгельд даёт наставления, как справиться с этой бедой.

- Идиот (Idiota) Автор Джан Карло Спалланцани. В какой-то мере ответ на «Идиота» Достоевского. Обычная семья растит ребёнка, оказавшегося идиотом, но его родители так уверовали в гениальность сына, что интерпретируют его слова и действия только в этом ключе, и в конце концов родители идиота достигают гениальности в своих интерпретациях.

- Сделай книгу сам (Do yourself a book). Литературный «конструктор», с деталями в виде отрывков из классических романов, потерпел полный коммерческий провал. Рецензент исследует, почему эта забавная игрушка оказалась не интересна никому — ни интеллектуалам, ни «среднему» потребителю, ни даже сексуальным извращенцам.

- Одиссей из Итаки (Odys z Itaki). Автор Куно Млатье. Автор описывает свою классификацию гениев и свой поход за гением самого высшего класса, который оказался самим автором.

- Ты (Ty/Toi). Автор Раймон Сера. Неудачный роман о самом читателе.

- Корпорация «Бытие» (Przedsiębiorstwo Byt/Being Inc.; в первой публикации на русском языке — «Предприятие „Быт“»[2]). Автор Алистер Уэйнрайт. В романе Уайнрайта «Корпорация „Бытие“» описана корпорация, которая организовывает каждому клиенту жизнь согласно пожеланиям изложенным им в заказе.

- Культура как ошибка (Kultura jako błąd/Die Kultur als Fehler). Автор Вильгельм Клоппер. Роман, в котором автор пытается понять будущее, исходя из того, что современная культура это ошибка, окаменевший набор случайностей.

- О невозможности жизни; О невозможности прогнозирования (De Impossibilitate Vitae; De Impossibilitate Prognoscendi). Автор Цезарь Коуска. Книга, где показывается, как много маловероятных случайностей должно было произойти, чтобы родился её автор. Отсюда вытекает невозможность каждой жизни.

- Не буду служить (Non serviam). Автор Артур Добб. Книга о персонетике, искусственном разведении разумных существ.

- Новая Космогония (Nowa Kosmogonia). Автор Альфред Теста. Нобелевская речь профессора физики Альфреда Тесты, в которой он утверждает, что весь мир — игра могущественных цивилизаций, способных менять законы природы.